# 伊恩·艾利森
伊恩·艾利森（英語：Ian Allison，1909年7月26日—1990年8月4日），加拿大男子篮球运动员。他曾代表加拿大获得1936年夏季奥运会篮球比赛男子银牌。他于1990年在安大略省伦敦去世。